# World Futures Studies Federation
World Futures Studies Federation – globalna organizacja pozarządowa z siedzibą w Paryżu, założona w 1973 roku w celu promowania rozwoju studiów nad przyszłością jako dyscypliny badań naukowych. Od 2019 r. jej prezesem jest dr Erik F. Øverland z Norwegii. Mottem organizacji jest: Długoterminowa, szeroka perspektywa i radykalna zmiana.

## Historia
Federacja została powołana na posiedzeniu Międzynarodowej Konferencji Studiów nad Przyszłością w 1973 roku. Wśród pomysłodawców i założycieli WFSF byli m.in. Bertrand de Jouvenel, Robert Jungk oraz polski socjolog Andrzej Siciński, wieloletni członek Komitetu Polska 2000+ Polskiej Akademii Nauk.
WFSF zajmuje się głównie sieciowaniem, upowszechnianiem i komunikacją w środowisku futurologów. Jej wizję określiła w 2005 roku prezes Eleonora Barbieri Masini: „Wizja Federacji jest tak samo aktualna dzisiaj, jak wtedy, gdy powstała. Nadal może pełnić rolę skromnego pomostu między ludźmi, którym zależy na budowaniu ludzkiego świata”. WFSF prowadzi program akredytacji studiów wyższych w dziedzinie badań nad przyszłością. Ostatnia, jubileuszowa światowa konferencja WFSF odbyła się w 2023 w Paryżu, a poprzednia w 2021 w Berlinie.

## Związki z UNESCO
UNESCO finansowało udział w wydarzeniach organizowanych przez WFSF obywateli krajów rozwijających się do końca lat dziewięćdziesiątych XX w.. Następnie wsparło organizację kursów wprowadzających w studia nad przyszłością w regionie Azji i Pacyfiku, m.in. na Fidżi w 1993 oraz na Filipinach w 1994 roku. UNESCO wspiera nadal działania WFSF, sfinansowało również kolejne wydania kursów studiów nad przyszłością, które odbyły się w Budapeszcie w latach 1999, 2001, 2003 i 2005, jak również światową konferencję WFSF w Budapeszcie w 2005.  

## Partnerstwa
World Futures Studies Federation współpracuje z uczelniami, organizacjami międzynarodowymi i lokalnymi organizacjami pozarządowymi. W 2021 r. mecenasem WFSF jest Uniwersytet Księcia Mohammada bin Fahda w Arabii Saudyjskiej. WFSF współpracuje też z Uniwersytetem Hawajskim, Uniwersytetem w Turku oraz Global Cities Research Institute Uniwersytetu RMIT w Melbourne, jak również z innymi międzynarodowymi grupami, takimi jak Klub Rzymski. WFSF jest również partnerem czasopisma naukowego European Journal of Futures Research.  W Polsce członkiem instytucjonalnym WFSF jest Polskie Towarzystwo Studiów nad Przyszłością.